# NGC 6105
NGC 6105 é uma galáxia espiral barrada (SBa) localizada na direcção da constelação de Corona Borealis. Possui uma declinação de +34° 52' 46" e uma ascensão recta de 16 horas, 17 minutos e 09,2 segundos.
A galáxia NGC 6105 foi descoberta em 1 de Julho de 1880 por Édouard Jean-Marie Stephan.